# Acianthera minima
Acianthera minima  es una especie de orquídea epifita. Es originaria del Estado de São Paulo, Brasil, Cogniaux describió esta especie basada en una planta que se encuentra por Loefgren en el Parque nacional de la Sierra de Bocaina. La descripción original es muy similar a la planta Acianthera cryptantha Cogniaux en la que no establece la diferencia.

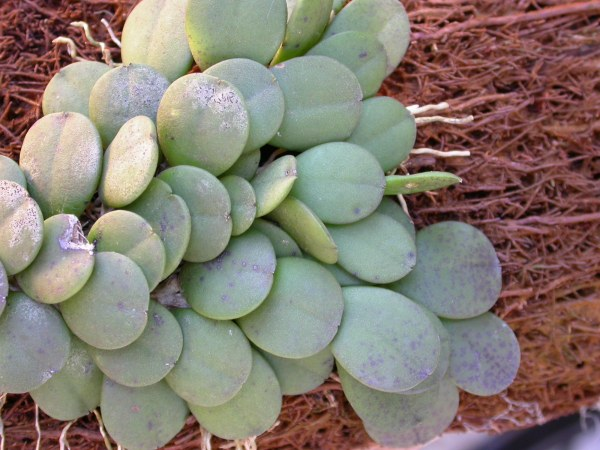
Detalle de la planta

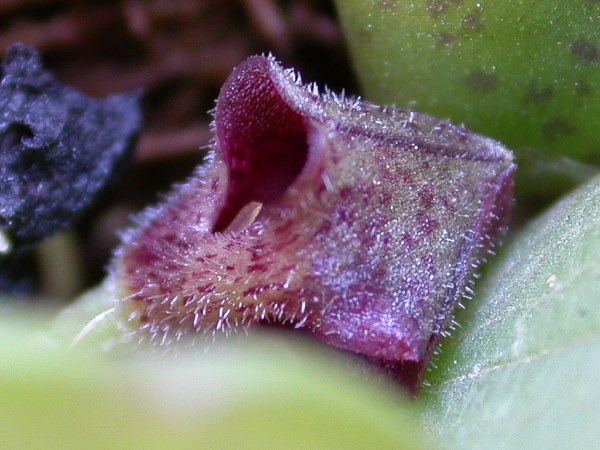
Flor

## Descripción
Desde 2010 esta planta se clasifica en la Sección Cryptophoranthae de Acianthera pero se conocía anteriormente como Cryptophoranthus minimus.  Las Cryptophoranthus son especies brasileñas de Acianthera con tallos cortos y flores junto al sustrato. Sus flores están pegadas a los extremos de los sépalos que forman una pequeña ventana.
Las imágenes que traemos aquí es una planta que se encuentra en la Sierra de la Mantiqueira, la cual es bastante más pequeña que la descripción que sugiere Cogniaux. Las especies más pequeñas pertenecen a esta sección. Tenemos la sospecha de la posibilidad de A. mínimus pueda ser un sinónimo de A. cryptantha y que esta, en la foto, es la Cryptophoranthus minutus cuya identidad aún no ha sido aclarada. Sólo cuando se publique una revisión de este grupo se sabrá a ciencia cierta.

## Taxonomía
Acianthera minima fue descrita por (Cogn.) F.Barros   y publicado en Bradea, Boletim do Herbarium Bradeanum 8: 295. 2002.
Etimología
Acianthera: nombre genérico que es una referencia a la posición de las anteras de algunas de sus especies.
minima: epíteto latino que significa "la más pequeña".
Sinonimia
- Acianthera minimifolia (Luer) Pridgeon & M.W.Chase
- Cryptophoranthus minimus Cogn.
- Pleurothallis minimifolia Luer[4][5]